# Wriedel
Wriedel település Németországban, azon belül Alsó-Szászország tartományban. Lakosainak száma 2287 fő (2023. december 31.). Wriedel Munster, Hanstedt és Ebstorf községekkel határos.

## Népesség
A település népességének változása:
| Lakosok száma | 2399 | 2398 | 2390 | 2322 | 2349 | 2287 |
|               | 2016 | 2017 | 2019 | 2021 | 2022 | 2023 |